# Cubert
Cubert är en ort och civil parish i Storbritannien.   Den ligger i grevskapet Cornwall och riksdelen England, i den södra delen av landet, 400 km väster om huvudstaden London. Cubert ligger 84 meter över havet och antalet invånare är 1 261.
Terrängen runt Cubert är platt. Havet är nära Cubert åt nordväst. Runt Cubert är det ganska tätbefolkat, med 192 invånare per kvadratkilometer. Närmaste större samhälle är Newquay, 5,1 km nordost om Cubert. Trakten runt Cubert består till största delen av jordbruksmark.